# Chu Hoàng Long
Chu Hoàng Long (tên tiếng Anh: Hoang Long Chu) (?-) là một tiến sĩ kinh tế được nhận giải thưởng Eureka, Úc năm 2011 nhờ công trình mang tên "Mô hình lưu lượng dòng chảy đo lường lượng nước có thể sử dụng cho sản xuất nông nghiệp và lượng nước cần dự trữ để bảo vệ môi trường".
Tiến sĩ Long lấy bằng Tiến sĩ Kinh tế và bằng Thạc sĩ Kinh tế phát triển và Quốc tế (International and Development Economics) tại đại học quốc gia Australia. Lĩnh vực nghiên cứu ông quan tâm là an toàn sinh học và kiểm soát bệnh, chiến lược khai thác và phát triển cơ sở hạ tầng tài nguyên nước và thủy sản, các cơ cấu cải cách ở các nước đang phát triển, nông nghiệp xanh, các vấn đề liên quan đến môi trường và nền kinh tế thấp carbon.